# Medvelapucincér
A medvelapucincér (Phytoecia cylindrica) a cincérfélék családjába tartozó, Eurázsiában honos, ernyősvirágúakon élő bogárfaj. 

## Megjelenése
A medvelapucincér testhossza 6-14 mm. Az előtor oldalai enyhén ívesek, a szárnyfedők oldalvonalai a vállaktól majdnem a végéig enyhén keskenyednek, szinte párhuzamosak. Alapszíne fekete, testét finom, szürke szőrök fedik. Az előtor középvonala, a pajzsocska és a melloldalak szőrözete fehér. Az elülső lábak a combtő és a lábszárak kivételével sárgásvörösek. A fej és az előtor sűrűn pontozott, a szárnyfedők a tövükön is alig erősebben pontozottak, mint az előtor háta, hátrafelé a pontozás fokozatosan finomabb és szórtabb, a szárnyfedők korongján egy tompa él fut végig. A hímek hátulsó csípőiből egy-egy éles fogacska áll ki. 

## Elterjedése és életmódja
Eurázsiában honos az Ibériai-félszigettől Nyugat-Szibériáig. Magyarországon országszerte elterjedt, gyakori faj. 
A nőstény különféle ernyősvirágú növények (főleg csemegebaraboly, erdei turbolya, völgycsillag, sárgarépa és medvetalp) szárába rakja a petéit, a kikelő lárva pedig a szár közepén fokozatosan lerágja magát a gyökerekig. A nyár végén a szár talajközeli részében készített bábkamrában bebábozódik, ősszel kikel az imágó, amely a bábkamrában áttelel és tavasszal bújik elő. Az imágó április végétől júliusig rajzik, többnyire a tápnövényein tartózkodik.

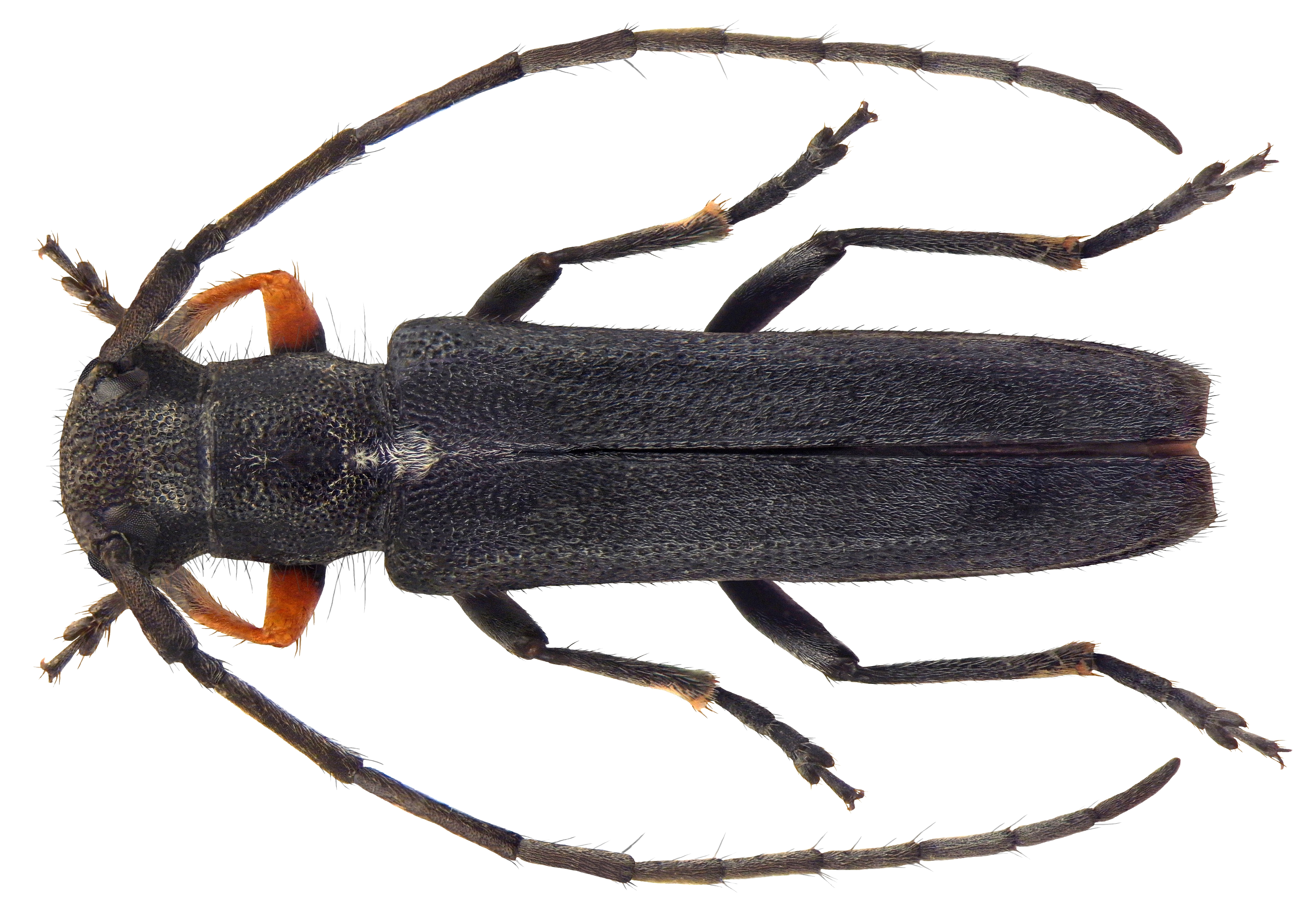
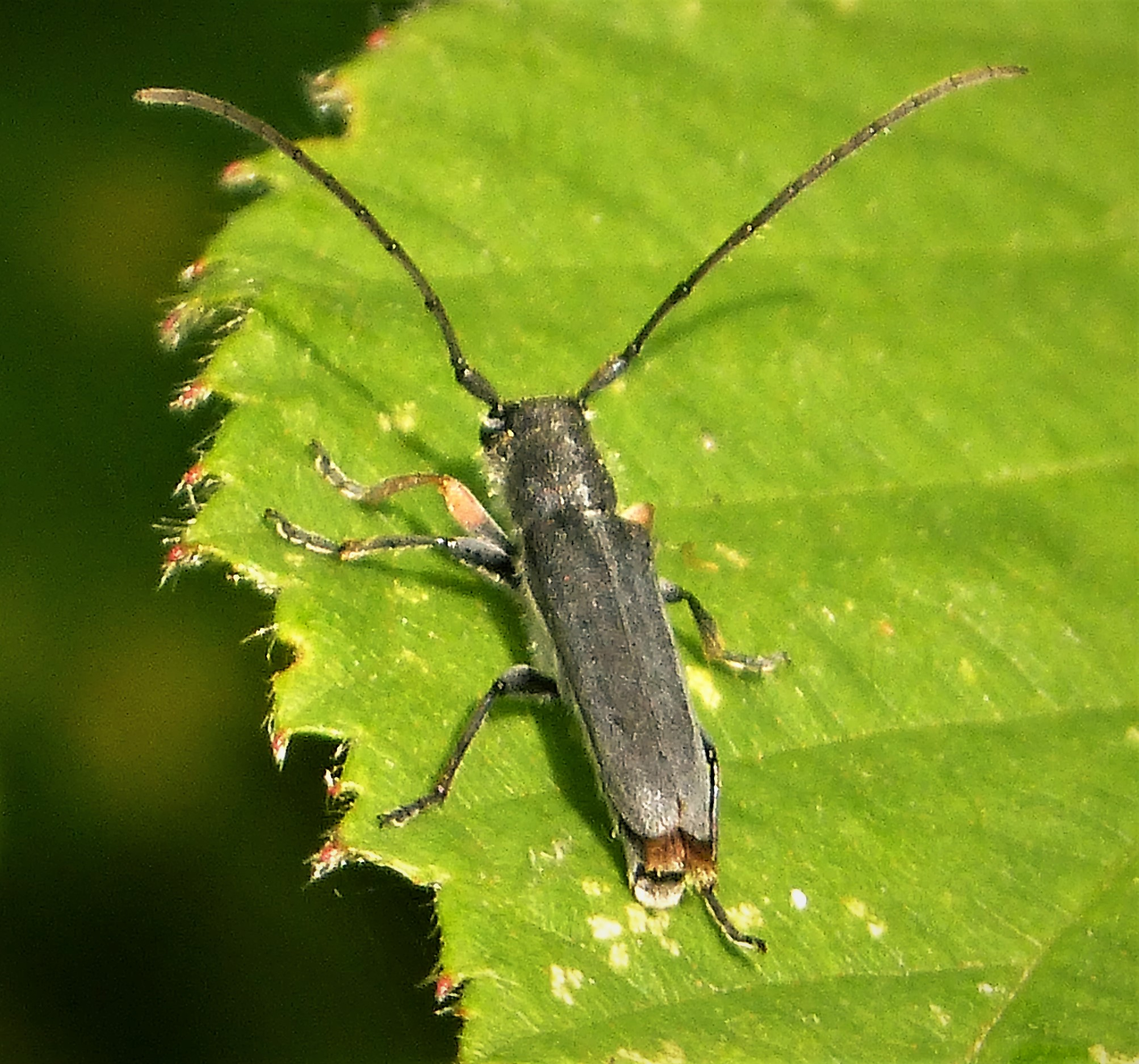
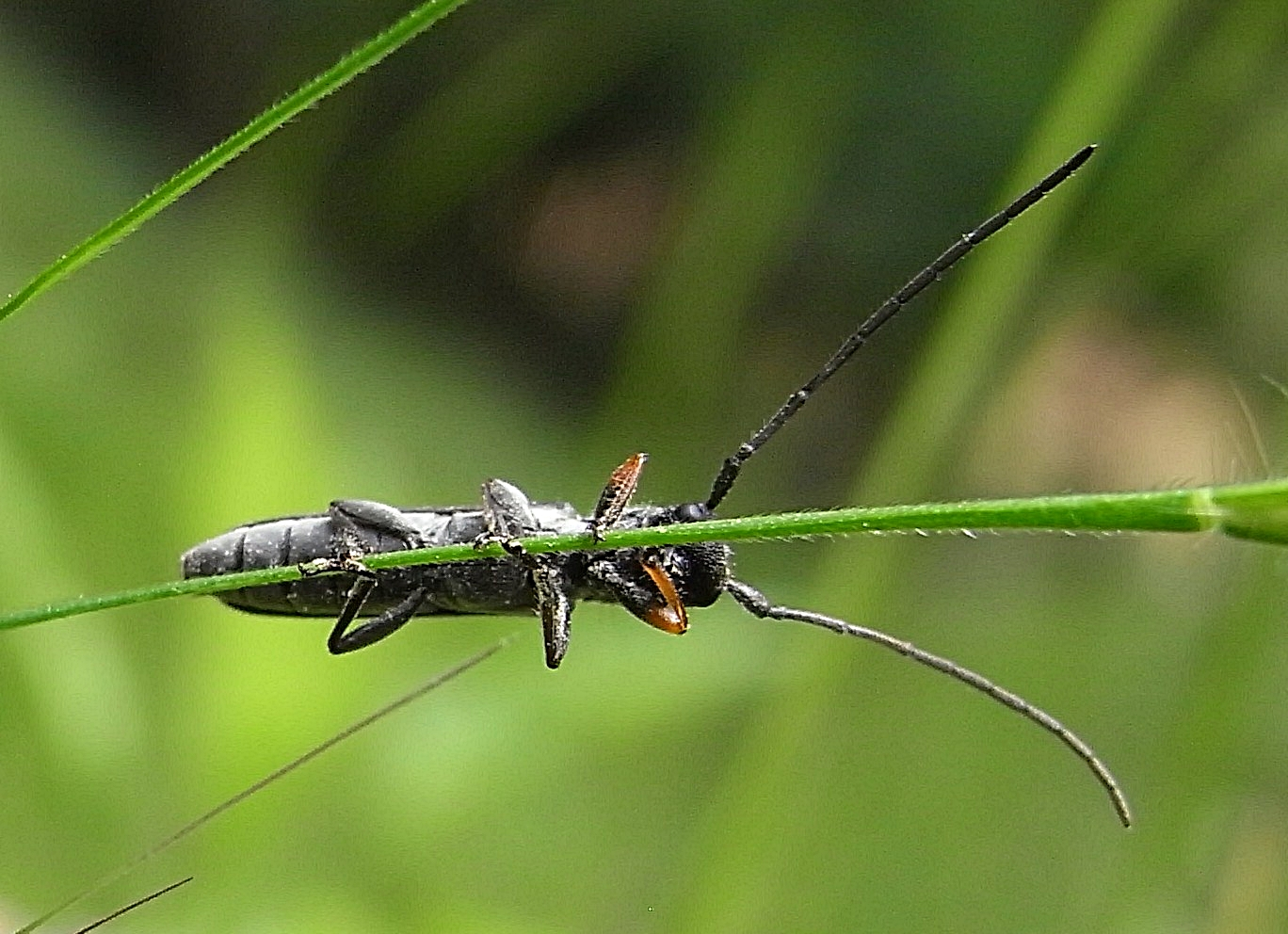
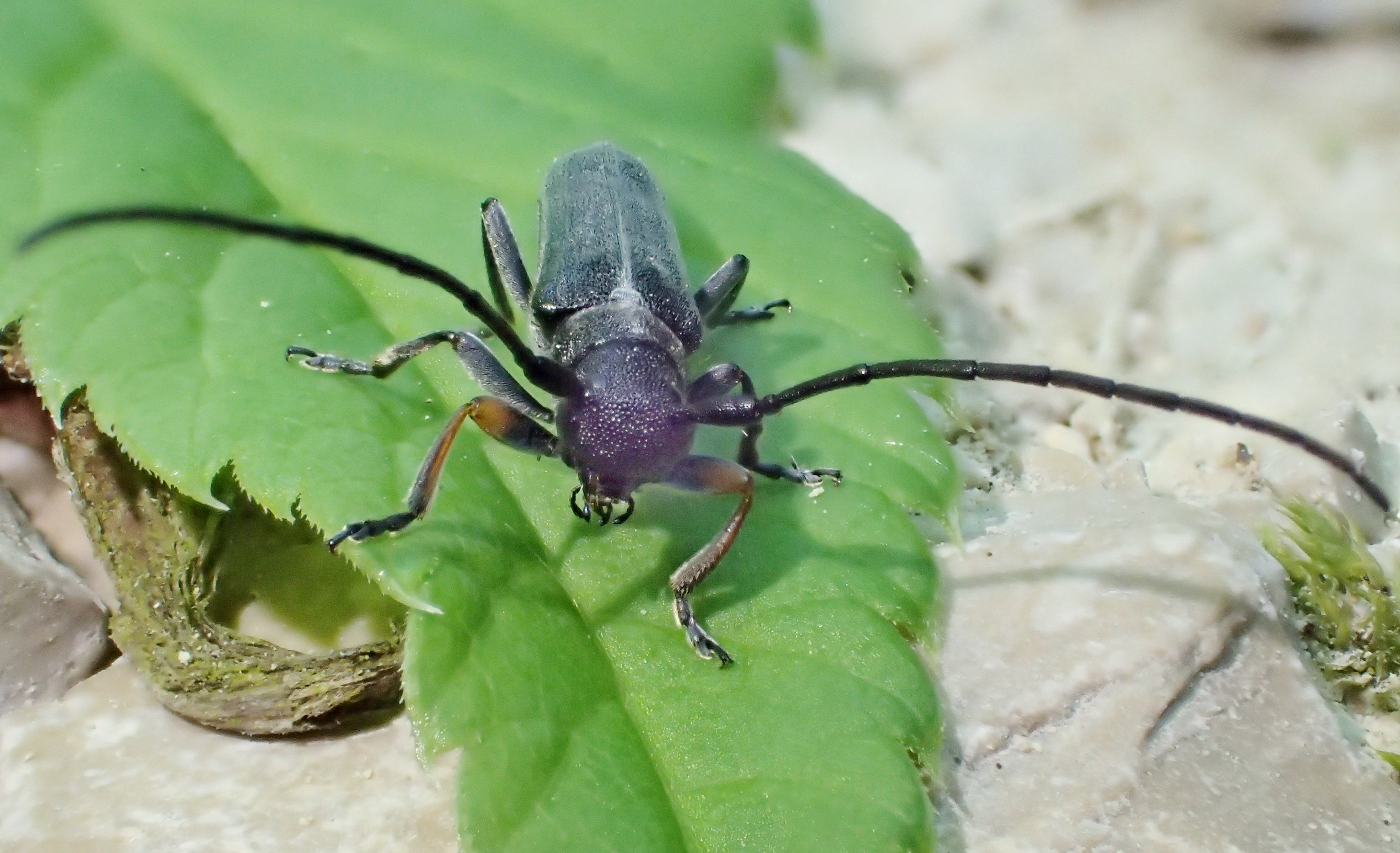
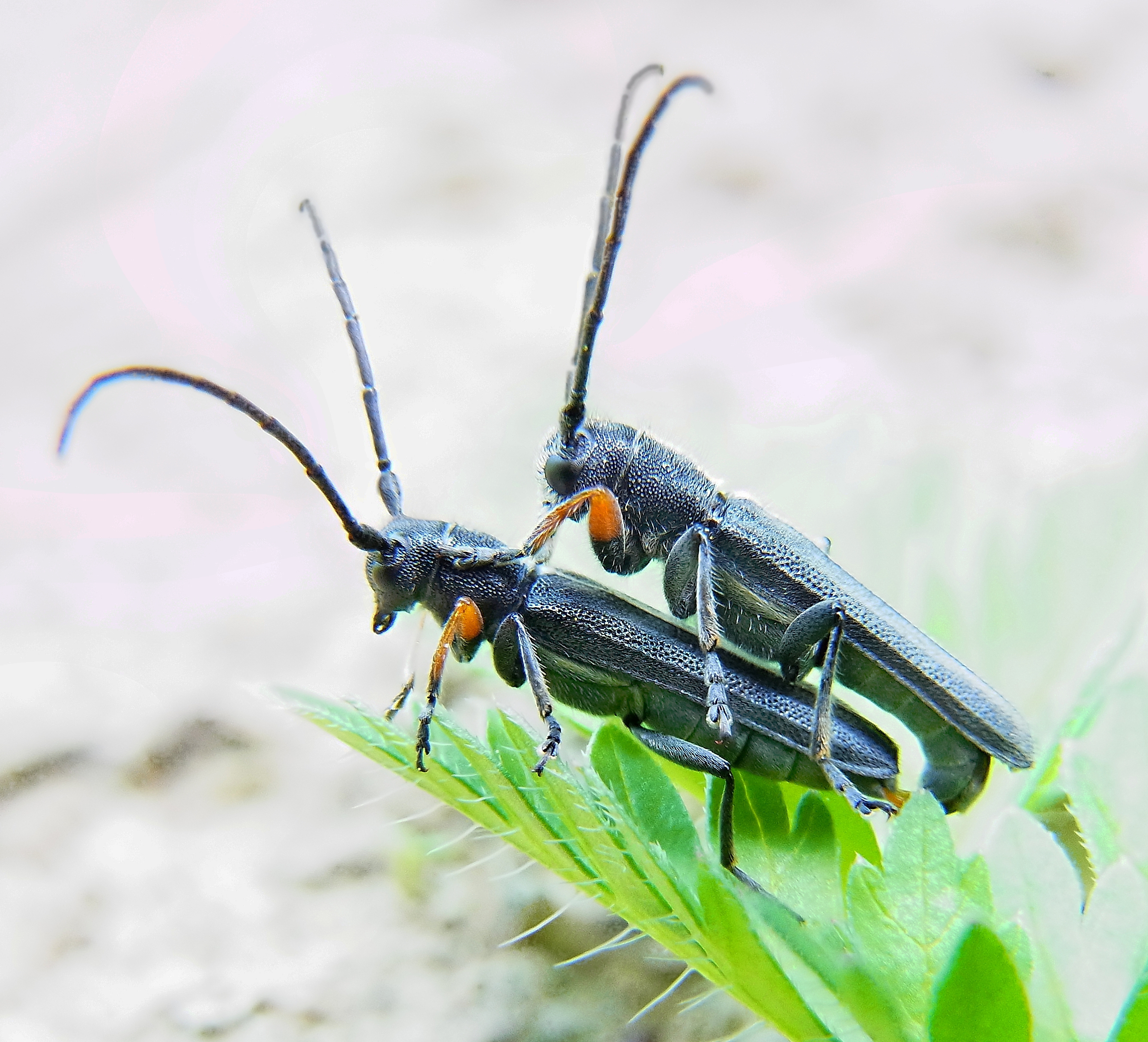

Magyarországon nem védett.